# جمال‌پور، بهاولپور
جمال‌پور (به انگلیسی: Jamalpur) یک منطقهٔ مسکونی در پاکستان است که در پنجاب واقع شده‌است.